# Отмена неприкосновенности депутатов и судей на Украине
Отмена неприкосновенности депутатов и судей на Украине — длительная правовая кампания по ограничению и отмене института неприкосновенности, а также решение отдельных физических лиц по снятию неприкосновенности.
В целом институт неприкосновенности существует во многих странах и обычно встречается в государствах с развитой демократией и системой прав человека. Несмотря на это, на Украине при отдельных политических обстоятельствах активно пропагандируется отмена института неприкосновенности. Как считают отдельные политические аналитики, с одной стороны, это позволит избежать безнаказанности отдельных депутатов, с другой — поставить под контроль власти отдельные политические группы.

## Попытки отмены института неприкосновенности
В 2006 году президент Ющенко в традиционной манере призвал депутатов Верховной рады отменить собственную неприкосновенность.
16 января 2015 года в Верховной раде Украины было зарегистрировано представление президента Порошенко как "Проект Закона о внесении изменений в Конституцию Украины. В этот же день решение было включено в повестку дня Верховной рады.
Для исключения отмены этого Закона путём признания его неконституционности Верховная рада подала запрос в Конституционный суд Украины. 16 июня 2015 года суд вынес определение .
19 октября 2017 народные депутаты ВРУ в первом чтении рассмотрели законопроект об отмене депутатской неприкосновенности. За данное решение проголосовали 336 из 362 народных депутатов. Также этот законопроект был направлен в Конституционный суд для получения вывода о соответствии его требованиям статей 157 и 158 Конституции Украины.
29 августа 2019 ВРУ 9 созыва одобрила законопроект № 7203, по снятию неприкосновенности с народных депутатов. Отмена неприкосновенности предполагается с 2020 года.
3 сентября 2019 года ВРУ был принят законопроект об отмене депутатской неприкосновенности. За это проголосовали 373 депутата, закон вступит в силу 1 января 2020.
7 октября Дмитрий Разумков заявил, что был зарегистрирован законопроект об отмене неприкосновенности, а в начале ноября его уже могут принять.
18 декабря неприкосновенность нардепов была упразднена, с этого времени уголовное дело против народного депутата сможет открывать исключительно генпрокурор Украины.

## Персональные решения
В разное время современной истории Украины были лишены неприкосновенности и привлечены к ответственности народные депутаты. В 1990 году, во времена РСФСР был лишён неприкосновенности Степан Хмара, обвинённый в избиении милиционера, после чего почти год он содержался в СИЗО. Во времена независимой Украины потеряли неприкосновенность:
- 1994: Ефим Звягильский — злоупотребление служебным положением, незаконный вывоз средств;
- 1999: Павел Лазаренко — коррупция, осужденная в США;
- 2000: Виктор Жердицкий — конфликт интересов с Леонидом Кучмой;
- 2002: Николай Агафонов — экономические преступления;
- 2009: Виктор Лозинский — убийство, осужденный;
- 2014: Олег Царев — сепаратизм, поданный в международный розыск;
- 2015: Игорь Мосийчук — обвинение в коррупции, решение отменено;
- 2015: Сергей Мельничук — обвинения в создании преступной организации;
- 2015: Сергей Клюев — незаконное завладение имуществом и нецелевое использование средств;
- 2016: Александр Онищенко — обвинение в организации преступной схемы;
- 2017: Олесь Довгий — обвинения в коррупции;
- 2017: Максим Поляков — фигурант Янтарного дела;
- 2017: Борислав Розенблат — фигурант Янтарного дела;
- 2017: Михаил Добкин — обвинения в коррупции;
- 2018: Надежда Савченко — фигурант дела о подготовке теракта против высшего руководства Украины;
- 2019: Ярослав Дубневич — обвинения в коррупции.